# König Ödipus

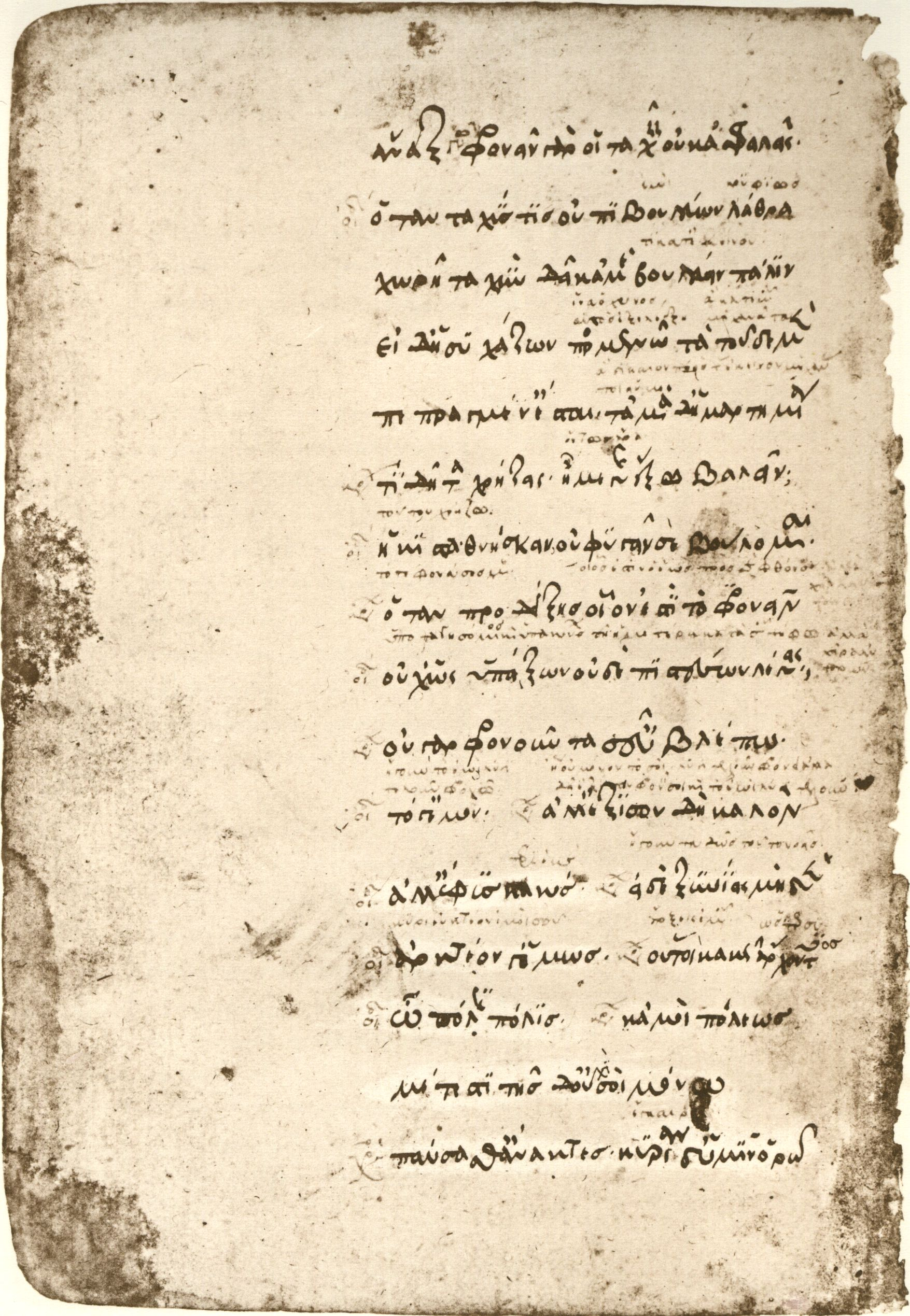
König Ödipus in der 1340 geschriebenen Handschrift Rom, Biblioteca Apostolica Vaticana, Vaticanus graecus 920, fol. 193v

König Ödipus oder Ödipus der Tyrann (altgriechisch Οἰδίπους Τύραννος Oidípous Týrannos) ist Sophokles’ dramatische Bearbeitung (ca. 429–425 v. Chr.) des Ödipus-Mythos. Es ist der zweite Teil der „Thebanischen Trilogie“, zu der außerdem Antigone und Ödipus auf Kolonos gehören. Sowohl vorher als auch danach wurde der Stoff von verschiedenen, teilweise bedeutenden Dramatikern bearbeitet: (Aischylos, Euripides, Xenokles, Meletos, Seneca, Friedrich Hölderlin u. a.), wobei sich aus der Antike neben der sophokleischen nur die Version des Seneca erhalten hat. Der Ödipus des Sophokles zählt zu den herausragenden Werken der Weltliteratur.

## Vorgeschichte zum Drama
König Laios von Theben hatte einst die Gastfreundschaft des Königs Pelops missbraucht, indem er dessen Sohn Chrysippos entführen wollte, weil er sich in den Knaben verliebt hatte. Das Orakel von Delphi sagte Laios daraufhin voraus, falls er je einen Sohn zeugen sollte, werde ihn dieser töten und seinerseits des Laios Gemahlin heiraten. Für einen König, der eine Dynastie gründen oder weiterführen soll, ist dieser Spruch natürlich eine Katastrophe. Laios lässt also im Einverständnis mit seiner Frau Iokaste dem Neugeborenen die Füße durchstechen und zusammenbinden und ihn von einem Hirten im Gebirge aussetzen.
Der Hirte hat jedoch Mitleid mit dem Neugeborenen und übergibt ihn einem befreundeten Hirten in Korinth. Über diesen gelangt das Kind zum Königspaar Polybos und Merope von Korinth, das ihn adoptiert und nach seinen geschwollenen Füßen Ödipus (deutsch: „Schwellfuß“) nennt. In neuerer Zeit ist diese Etymologie des Namens angezweifelt worden. Einige Gräzisten schlagen vor, „Oidipous“ mit „Der, der alles weiß“ zu übersetzen.
In Korinth wächst Ödipus auf, ohne von seiner Herkunft zu wissen. Als er erwachsen ist, macht ein Betrunkener auf einem Fest Andeutungen, denen zufolge er nicht der leibliche Sohn seiner Eltern sei. Ödipus ist beunruhigt, die Antwort von Polybos und Merope befriedigt ihn nicht und so befragt er schließlich seinerseits das Orakel. Als ihm dieses verkündet, er werde seinen Vater töten und seine Mutter zur Frau nehmen, bricht er in die Ferne auf, um zu verhindern, dass sich die Prophezeiung an seinen vermeintlichen Eltern in Korinth erfüllt.
An einer engen Weggabelung im Gebirge trifft er einen Wagen und gerät in heftigen Streit mit dessen Fahrer, der ihn seiner Meinung nach zu arrogant behandelt. In diesem Streit trifft er den Passagier des Wagens tödlich – nicht ahnend, dass er damit seinen biologischen Vater Laios getötet hat, womit sich der erste Teil der Vorhersage des Orakels verwirklichte.
Vor den Toren Thebens stößt er auf die Sphinx (ein drachenartiges Ungeheuer mit Menschenkopf), welche alle Reisenden verschlingt, die an ihr vorbei wollen und das von ihr aufgegebene Rätsel nicht lösen können. Das Rätsel der Sphinx lautet: „Es ist am Morgen vierfüßig, am Mittag zweifüßig und am Abend dreifüßig. Von allen Geschöpfen wechselt es allein mit seiner Zahl seiner Füße; aber wenn es die meisten Füße bewegt, sind Kraft und Schnelligkeit seiner Glieder am geringsten.“ Ödipus findet das Rätsel jedoch nicht schwierig und antwortet: „Dein Rätsel ist der Mensch, der am Morgen seines Lebens, solang er ein schwaches und kraftloses Kind ist, auf allen Vieren geht; ist er stark, so geht er am Mittag seines Lebens aufrecht auf zwei Füßen; ist er endlich am Lebensabend als ein Greis angekommen, so nimmt er den Stock als dritten Fuß zu Hilfe.“
Weil das Rätsel gelöst ist, stürzt sich die Sphinx vom Felsen und Theben ist somit von dieser Plage befreit. Zur Belohnung wird Ödipus als Nachfolger des soeben getöteten Laios zum König von Theben ernannt und erhält Iokaste, seine leibliche Mutter, zur Frau. Mit ihr zeugt er die Zwillinge Eteokles und Polyneikes und die Töchter Antigone und Ismene. Mutter und Sohn wissen jedoch nichts von Ödipus’ Tötung des Laios und von ihrer verwandtschaftlichen Beziehung.
Sophokles’ Bearbeitung des Mythos erfuhr bereits in der griechischen Antike höchste Wertschätzung. So erklärt im 4. Jahrhundert v. Chr. Aristoteles in seiner Poetik das sophokleische Drama zum Musterfall der Tragödie, vor allem unter dem Gesichtspunkt der Handlungsführung, des Umschlagens von Glück in Unglück (Peripetie) sowie von Verblendung zur Selbsterkenntnis (anagnorisis).
Das Drama König Ödipus reflektiert das Unvermögen des Menschen, sein Schicksal voraussehen zu können.

## Sophokles’ Ödipus

### Personen
Ödipus: König von Theben, zwei Töchter (Antigone und Ismene) und zwei Söhne (Eteokles und Polyneikes).
Iokaste: Königin, Frau von Ödipus und zugleich dessen Mutter.
Laios: Vater von Ödipus, hatte Iokaste als Frau
Kreon: Iokastes Bruder und Berater von König Ödipus.
Teiresias: Blinder Seher.
Bote: Steht in Diensten des Königs von Korinth
Hirte: Steht in Diensten des Königs von Theben
Chor: Begleitet den Zuschauer anregend und belehrend durch das Geschehen, indem er Zwischenszenen singt, auf Rätsel und Hinweise aufmerksam macht oder die Götter preist, die das Schicksal bereits bestimmt haben.
Chorführer: Greift Gesagtes immer wieder auf und stellt es in Frage. Dazu kommentiert er Dialoge oder steht als neutraler Betrachter zwischen zwei Fronten. Er dient zudem als hinzugezogener Ratgeber, seine Meinung wird geschätzt.
Priester: Bittet Ödipus um Hilfe, um das Volk vom schlimmsten Grauen zu befreien. Schildert den Zustand der erkrankten Stadt in Not.
Diener: Berichtet in der Schlussszene, dass Iokaste sich erhängt und Ödipus sich geblendet habe.
Merope und Polybos: Scheineltern von Ödipus

### Stammbaum
| Agenor | Agenor | Agenor | Agenor | Agenor | Agenor |        |        | Telephassa | Telephassa | Telephassa | Telephassa | Telephassa | Telephassa |          |          |            |            |            |            |            |            |         |         |           |           |           |           |           |           |       |       |        |        |        |        |          |          |          |          |          |          |  |  |  |  |  |  |  |  |  |  |  |  |
| Agenor | Agenor | Agenor | Agenor | Agenor | Agenor |        |        | Telephassa | Telephassa | Telephassa | Telephassa | Telephassa | Telephassa |          |          |            |            |            |            |            |            |         |         |           |           |           |           |           |           |       |       |        |        |        |        |          |          |          |          |          |          |  |  |  |  |  |  |  |  |  |  |  |  |
|        |        |        |        |        |        |        |        |            |            |            |            |            |            |          |          |            |            |            |            |            |            |         |         |           |           |           |           |           |           |       |       |        |        |        |        |          |          |          |          |          |          |  |  |  |  |  |  |  |  |  |  |  |  |
|        |        |        |        | Kadmos | Kadmos | Kadmos | Kadmos | Kadmos     | Kadmos     |            |            | Harmonia   | Harmonia   | Harmonia | Harmonia | Harmonia   | Harmonia   |            |            |            |            |         |         |           |           |           |           |           |           |       |       |        |        |        |        |          |          |          |          |          |          |  |  |  |  |  |  |  |  |  |  |  |  |
|        |        |        |        | Kadmos | Kadmos | Kadmos | Kadmos | Kadmos     | Kadmos     |            |            | Harmonia   | Harmonia   | Harmonia | Harmonia | Harmonia   | Harmonia   |            |            |            |            |         |         |           |           |           |           |           |           |       |       |        |        |        |        |          |          |          |          |          |          |  |  |  |  |  |  |  |  |  |  |  |  |
|        |        |        |        |        |        |        |        |            |            |            |            |            |            |          |          |            |            |            |            |            |            |         |         |           |           |           |           |           |           |       |       |        |        |        |        |          |          |          |          |          |          |  |  |  |  |  |  |  |  |  |  |  |  |
|        |        |        |        |        |        |        |        | Polydoros  |            |            |            |            |            |          |          |            |            |            |            |            |            |         |         |           |           |           |           |           |           |       |       |        |        |        |        |          |          |          |          |          |          |  |  |  |  |  |  |  |  |  |  |  |  |
|        |        |        |        |        |        |        |        |            |            |            |            |            |            |          |          |            |            |            |            |            |            |         |         |           |           |           |           |           |           |       |       |        |        |        |        |          |          |          |          |          |          |  |  |  |  |  |  |  |  |  |  |  |  |
|        |        |        |        |        |        |        |        | Labdakos   | Labdakos   | Labdakos   | Labdakos   | Labdakos   | Labdakos   |          |          |            |            |            |            |            |            |         |         | Menoikeus | Menoikeus | Menoikeus | Menoikeus | Menoikeus | Menoikeus |       |       |        |        |        |        |          |          |          |          |          |          |  |  |  |  |  |  |  |  |  |  |  |  |
|        |        |        |        |        |        |        |        | Labdakos   | Labdakos   | Labdakos   | Labdakos   | Labdakos   | Labdakos   |          |          |            |            |            |            |            |            |         |         | Menoikeus | Menoikeus | Menoikeus | Menoikeus | Menoikeus | Menoikeus |       |       |        |        |        |        |          |          |          |          |          |          |  |  |  |  |  |  |  |  |  |  |  |  |
|        |        |        |        |        |        |        |        |            |            |            |            |            |            |          |          |            |            |            |            |            |            |         |         |           |           |           |           |           |           |       |       |        |        |        |        |          |          |          |          |          |          |  |  |  |  |  |  |  |  |  |  |  |  |
|        |        |        |        |        |        |        |        | Laios      | Laios      | Laios      | Laios      | Laios      | Laios      |          |          |            |            |            |            | Iokaste    | Iokaste    | Iokaste | Iokaste | Iokaste   | Iokaste   |           |           | Kreon     | Kreon     | Kreon | Kreon | Kreon  | Kreon  |        |        | Eurydike | Eurydike | Eurydike | Eurydike | Eurydike | Eurydike |  |  |  |  |  |  |  |  |  |  |  |  |
|        |        |        |        |        |        |        |        | Laios      | Laios      | Laios      | Laios      | Laios      | Laios      |          |          |            |            |            |            | Iokaste    | Iokaste    | Iokaste | Iokaste | Iokaste   | Iokaste   |           |           | Kreon     | Kreon     | Kreon | Kreon | Kreon  | Kreon  |        |        | Eurydike | Eurydike | Eurydike | Eurydike | Eurydike | Eurydike |  |  |  |  |  |  |  |  |  |  |  |  |
|        |        |        |        |        |        |        |        |            |            |            |            |            |            |          |          |            |            |            |            |            |            |         |         |           |           |           |           |           |           |       |       |        |        |        |        |          |          |          |          |          |          |  |  |  |  |  |  |  |  |  |  |  |  |
|        |        |        |        |        |        |        |        |            |            |            |            |            |            | Ödipus   | Ödipus   | Ödipus     | Ödipus     | Ödipus     | Ödipus     |            |            |         |         |           |           |           |           |           |           |       |       | Haimon | Haimon | Haimon | Haimon | Haimon   | Haimon   |          |          |          |          |  |  |  |  |  |  |  |  |  |  |  |  |
|        |        |        |        |        |        |        |        |            |            |            |            |            |            | Ödipus   | Ödipus   | Ödipus     | Ödipus     | Ödipus     | Ödipus     |            |            |         |         |           |           |           |           |           |           |       |       | Haimon | Haimon | Haimon | Haimon | Haimon   | Haimon   |          |          |          |          |  |  |  |  |  |  |  |  |  |  |  |  |
|        |        |        |        |        |        |        |        |            |            |            |            |            |            |          |          |            |            |            |            |            |            |         |         |           |           |           |           |           |           |       |       |        |        |        |        |          |          |          |          |          |          |  |  |  |  |  |  |  |  |  |  |  |  |
|        |        |        |        |        |        |        |        |            |            |            |            |            |            |          |          |            |            |            |            |            |            |         |         |           |           |           |           |           |           |       |       |        |        |        |        |          |          |          |          |          |          |  |  |  |  |  |  |  |  |  |  |  |  |
|        |        |        |        |        |        |        |        | Eteokles   | Eteokles   | Eteokles   | Eteokles   | Eteokles   | Eteokles   |          |          | Polyneikes | Polyneikes | Polyneikes | Polyneikes | Polyneikes | Polyneikes |         |         | Antigone  | Antigone  | Antigone  | Antigone  | Antigone  | Antigone  |       |       | Ismene | Ismene | Ismene | Ismene | Ismene   | Ismene   |          |          |          |          |  |  |  |  |  |  |  |  |  |  |  |  |

## Vorgeschichte und Inhalt
Aufgrund eines Orakels, das prophezeit hat, er werde durch seinen eigenen Sohn sterben, setzt Laios den späteren thebanischen König Ödipus als Kind aus. Später weissagt ein anderes Orakel Ödipus, er werde seinen Vater erschlagen und mit seiner Mutter in Schande leben. Daraufhin verlässt er Polybos und Merope, den korinthischen König und dessen Frau, die ihn als Sohn aufgezogen haben. Auf seiner Wanderung trifft er an einer Wegkreuzung auf Laïos und dessen Begleiter. Er wird in einen Kampf mit ihnen verwickelt und erschlägt – ohne es zu wissen – seinen leiblichen Vater Laios. Vor den Toren Thebens kann er die Stadt von der Sphinx, einem Ungeheuer, erlösen und erhält als Belohnung Iokaste, die Witwe des Königs Laios. Er nimmt sie zur Frau und bekommt das Königreich Theben. Damit setzt die eigentliche Dramenhandlung ein, in der Ödipus in sechs Stufen seine Vergangenheit aufdeckt. Ein Orakel, das die Ursachen einer seit längerem wütenden Seuche andeutet, bezieht Ödipus’ Schwager Kreon auf den ungesühnten Mord an Ödipus’ Vorgänger Laios. Daraufhin leitet der neue König von Theben eine Untersuchung des Falles ein. Der einzige überlebende Zeuge gibt an, dass der Mord von einer Räuberbande verübt wurde.
Als Ödipus den blinden Seher Teiresias zu sich holen lässt, um Licht ins Dunkel zu bringen, weigert sich dieser, die wahren Zusammenhänge auszusprechen. Erst als er selbst von Ödipus verdächtigt wird, zögert er nicht länger: Ödipus selbst sei der Mörder von Laios. Dieser glaubt ihm nicht und wittert eine Verschwörung zwischen Kreon und dem Seher. Doch mit der Erinnerung an den Vorfall an der Wegkreuzung stellen sich erste Zweifel ein. Als Ödipus von einem aus Korinth eintreffenden Boten erfährt, dass der verstorbene Polybos und dessen Frau nicht seine leiblichen Eltern sind, sondern ihn von einem Knecht des Laios erhalten haben, werden seine Befürchtungen zur Gewissheit. Iokaste erkennt, dass die delphischen Prophezeiungen sich an ihnen erfüllt haben. Die Gegenüberstellung des korinthischen Boten, der Ödipus als Kind erhalten hatte, bringt die Wahrheit ans Licht, die Narben an seinen damals durchstochenen Füßen sind offensichtlich: Ödipus ist Laios’ und Iokastes Sohn. Als Ödipus entsetzt ins Haus stürzt, findet er Iokaste erhängt. Er blendet sich selbst mit ihren goldenen Spangen. Ödipus, der nun nichts sehnlicher wünscht als zu sterben, muss sich damit abfinden, dass die Entscheidung darüber bei den Göttern liegt. Er übergibt seine Kinder Kreon, der die Herrschaft über Theben übernehmen wird.

### Vorszene
Ein alter Priester und eine Gruppe Kinder und Jugendliche klagen Ödipus das Leid der Stadt, das Ödipus natürlich selbst längst kennt, aber das Publikum will informiert sein: Eine Seuche sucht Theben heim. Das Volk erwartet von Ödipus, der seinerzeit die Stadt von der bösen Sphinx befreit hat, Hilfe aus der verfahrenen Situation. Ödipus beteuert, er leide unter dem Elend mehr als jeder andere. Er habe deswegen bereits Kreon nach Delphi gesandt, das Orakel zu befragen, und seine Rückkehr sei schon überfällig.
In diesem Moment, exakt aufs Stichwort, kommt Kreon von Delphi zurück. Kreon will lieber nicht vor dem versammelten Volk sprechen, sondern im Palast; Ödipus meint jedoch, er solle draußen reden. Kreon erzählt also, es laste eine ungesühnte Blutschuld auf Theben, die zuerst getilgt werden müsse, eher werde die Pest nicht verschwinden. Es gehe dabei um Laios, den Vorgänger des Ödipus. Kreon erzählt Ödipus die Geschichte von Laios’ Tod und dass man sich damals nicht um die Aufklärung der Tat habe kümmern können, da die Sphinx die ganze Stadt in Atem gehalten habe. Ödipus und Kreon sind sich einig, dass hier ein politischer Anschlag ausgeübt wurde, von Bürgern Thebens in Auftrag gegeben und bezahlt. Ödipus verspricht rasche Aufklärung, denn der Mörder von Laios könne es ja auch auf ihn abgesehen haben. Er handle also ganz eigennützig. Man ist allgemein optimistisch.

### Einzugslied des Chors
Man ruft durch den Chor verschiedene Gottheiten an.

### Erste Hauptszene
Ödipus betont, dass er Neubürger sei, dass er die alte Geschichte von Laios’ Tod nur ungefähr und vom Hörensagen kenne. Er fordert alle jene Bürger auf, die irgendetwas von der alten Geschichte wissen, dies kundzutun, und sichert ihnen Straffreiheit zu. Jedem, der trotzdem schweigt, droht er härteste Konsequenzen an, droht mit Ächtung und Verbannung. Ödipus macht den Bürgern von Theben Vorwürfe, weil sie seinerzeit der Geschichte nicht nachgegangen sind. Er wolle jetzt den Mörder von Laios suchen, als wäre es der Mörder seines eigenen Vaters. Der Chorführer beteuert vorerst, nichts zu wissen, dann fällt ihm ein, dass eventuell Teiresias, der greise, blinde Seher, helfen könnte, denn Teiresias wisse alles. Ödipus sagt, er hätte, auf Kreons Rat hin, schon zweimal nach Teiresias geschickt, und wundere sich selbst, dass er bislang noch nicht erschienen sei. Der Chorführer meint, was man so munkele, sei Unfug, da irgendwelche Wanderer den Mord verübt hätten.
Als Teiresias erscheint, fordert Ödipus ihn auf, den Mörder zu nennen. Der Seher ist sehr unwillig, bedauert, überhaupt gekommen zu sein, und will wieder gehen. Ödipus provoziert ihn jedoch, indem er ihn verdächtigt, zumindest Mitwisser und Mitverschwörer zu sein, da er als Blinder die Tat nicht selbst verübt haben könne. Teiresias wird sehr ärgerlich, er beschuldigt Ödipus, selbst jener Mann zu sein, der die Stadt beflecke. Nun wird Ödipus seinerseits zornig und droht Teiresias mit Strafe. Dieser geht jedoch noch einen Schritt weiter und beschuldigt Ödipus auch noch der Blutschande, ohne dies allerdings näher auszuführen. Er deutet außerdem an, dass Ödipus selbst bald blind sein werde. Ödipus vermutet eine Intrige und beschuldigt Kreon öffentlich, dass er dahinter stecke. Er verhöhnt Teiresias, dass es mit seinen Sehergaben nicht weit her sein könne, schließlich habe er damals auch das Rätsel der Sphinx nicht lösen können. Er selbst habe, ganz ohne Seherkraft, nur aufgrund seiner Intelligenz, das Rätsel gelöst und er – Teiresias – wolle nun also ihn – Ödipus – verderben, damit er als Günstling Kreons sein Schäfchen ins Trockene bringen könne. Nur das Alter von Teiresias halte ihn, Ödipus, zurück, Teiresias zu züchtigen. Der Chorführer sucht zu vermitteln, schiebt alles auf die momentane Erregung von Ödipus und Teiresias. Teiresias stellt klar, dass er als Seher gleichen Rang habe wie Ödipus, der König. Er prophezeit Ödipus schlimmsten Untergang. Ödipus will ihn fortschicken, im Fortgehen schimpft Teiresias, dass der Erzeugte ihn als Dummkopf schelte, während ihn die Erzeuger immer geehrt hätten. Ödipus versteht das nicht, will mehr wissen. Teiresias ruft, der Mörder von Laios lebe in der Stadt, wähne sich als Fremder, sei aber gebürtig aus Theben. Seinen Kindern sei er Bruder, seinem Weib sei er Sohn und Gatte zugleich, seinem Vater sei er Erbe des Ehebetts und Mörder zugleich. (Ödipus und Teiresias gehen ab.)

### Erstes Standlied des Chors
Der Chor zeigt sich sehr bewegt und durch die Prophezeiungen von Teiresias äußerst verwirrt. Man traut Ödipus, der doch einst Theben vor der Sphinx gerettet hat und selbst als Weiser gilt, eine solche Tat einfach nicht zu. Man will ihn erst richten, wenn man unumstößliche Beweise hat.

### Zweite Hauptszene
Kreon erscheint und beklagt sich über die Verdächtigungen von Ödipus, von denen er gerade gehört habe. Der Chorführer beruhigt ihn, meint, das sei nur auf den momentanen Zorn des Ödipus zurückzuführen.
Kreon streitet eine Verschwörung ab, Ödipus hält ihm vor, dass er, Ödipus, durch ihn, Kreon, angestachelt worden sei, Teiresias überhaupt ins Spiel zu bringen. Ödipus merkt an, es sei doch eigentümlich, dass Teiresias, der seinerzeit auch schon geachteter Seher war, die ganzen Jahre über geschwiegen und ihn niemals des Mordes bezichtigt habe. Dass Teiresias sich jetzt traut, führt Ödipus darauf zurück, dass er von Kreon und dessen Verschwörerbande gedeckt wird. Kreon verteidigt sich mit dem Argument, dass er ja neben Ödipus und Iokaste schon als Dritter gleichberechtigt mitherrsche, ohne die Last der Verantwortung, die der offizielle König hat, tragen zu müssen. Warum sollte er sich mutwillig diese Last aufladen, was ihm keine Vorteile brächte, die er nicht jetzt ohnehin schon genieße? Der Chorführer greift vermittelnd ein, indem er Ödipus bittet, nicht vorschnell zu urteilen. Der ist jedoch starrköpfig und fordert den Tod von Kreon.
Als nun Iokaste auftritt, preist der Chorführer sie als willkommene Vermittlerin. Iokaste meint, sie sollten alle nach Hause gehen, statt weiter zu streiten. Sie bittet Ödipus, Kreon zu glauben. Auch der Chor fordert von Ödipus, er möge Kreon vertrauen, seiner bisherigen Verdienste eingedenk. Ödipus wendet zunächst ein, dass er ja selbst sterben müsste, wenn Kreon glaubwürdig und die Aussagen von Teiresias wahr wären, weil dann tatsächlich ihn die Schuld träfe. Schließlich gibt er jedoch nach und verzichtet auf Kreons Tod, bezeichnet ihn aber weiter öffentlich als seinen Todfeind. (Kreon geht ab.)
Iokaste will jetzt wissen, wie es zu dem Streit gekommen sei; der Chor antwortet nicht sehr präzise, mahnt lediglich etwas vage zum Frieden. Ödipus erklärt nun Iokaste, dass Kreon ihn durch den Mund von Teiresias als Mörder von Laios bezeichnet habe. Iokaste empfiehlt Skepsis gegenüber Sehersprüchen und führt als Beispiel das Orakel an, das Laios den Tod durch seinen eigenen Sohn prophezeite. Es sei alles nicht wahr, Laios sei an einer dreifachen Wegkreuzung von Räubern erschlagen worden, sein Sohn, sei – drei Tage alt – mit Fesseln um den Fuß im Gebirge ausgesetzt worden. Nichts von der Prophezeiung sei also eingetroffen. Ödipus ist äußerst beunruhigt. Er fragt nach Ort, Zeit und den näheren Umständen des Mordes an Laios, lässt sich alles genau beschreiben. Nur einer von fünf Begleitern von Laios habe den Anschlag überlebt. Der Diener habe sich, als er Ödipus bei seinem Einzug als neuer Herrscher von Theben gesehen habe, aufs Land versetzen lassen. Ödipus bittet darum, den Diener holen zu lassen.
Inzwischen erzählt er Iokaste (und dem Chor), warum er so verwirrt ist: Er sei der Sohn des Korinther-Königs Polybos und seiner Gattin Merope. Bei einem Mahle habe ihm ein Betrunkener zugerufen, er sei nicht der wahre Sohn seiner Eltern. Er habe Polybos und Merope zur Rede gestellt, die hätten ihn beruhigt. Dennoch sei er beunruhigt gewesen, sei heimlich nach Delphi zum Orakel gegangen. Dort habe man ihm in dieser Sache keine Auskunft gegeben, ihm aber gesagt, er sei dazu bestimmt, als Gatte seiner eigenen Mutter Kinder zu zeugen sowie den eigenen Vater zu töten. Er sei also – um all dem zu entgehen – nicht mehr nach Korinth zurückgegangen. Um die bezeichnete Stunde sei er an besagtem Kreuzweg gewesen, ein Mann wie der Beschriebene habe ihn frech und gewaltsam vom Weg verdrängt, er habe den Wagenlenker verprügelt, daraufhin sei der Passagier auf ihn losgegangen, so dass er ihn getötet habe. Alle anderen habe er daraufhin auch erschlagen. Ödipus ist entsetzt, er weiß, dass er der Verfluchte ist, dass er Theben verlassen muss. Nach Korinth kann er auch nicht zurück, wenn er nicht den prophezeiten Inzest und Vatermord auf sich laden will. Seine letzte Hoffnung ist der alte Diener von damals, der den Mörder gesehen hat. Dieser Diener hat – nach Iokastes Worten – damals ausgesagt, Laios sei von einer ganzen Schar Räuber getötet worden. Auch Iokaste ist zuversichtlich, sie misstraut den Orakelsprüchen, da man auch Laios schon angekündigt hatte, er werde von Sohneshand sterben, und doch sei dieser Sohn schon als Säugling gestorben.

### Zweites Standlied des Chors
Zuerst bietet der Chor einige religiöse und moralische Grundwahrheiten. Dann kündigt er an, sich nie mehr auf irgendein Götterwort verlassen zu wollen, wenn sich des Apollos Orakel nicht auch jetzt als richtig erweise.

### Dritte Hauptszene
Iokaste tritt auf, sie ist besorgt wegen Ödipus, der panisch auf jede beliebige Neuigkeit reagiert und kaum noch zu kritischer Prüfung fähig ist.
Ein Bote aus Korinth tritt auf und erzählt Iokaste, dass die Korinther Ödipus zum König machen wollten, da Polybos, der alte König, nicht mehr lebe. Iokaste frohlockt, denn sie ist nun sicher, dass die alten Sehersprüche Unfug sind, Ödipus kann seinen Vater gar nicht mehr töten. Sie erzählt es sofort Ödipus weiter, der ebenfalls die alten Sehersprüche schmäht. Dann merkt er, dass die Drohung des Inzests noch nicht vom Tische ist. Iokaste beruhigt ihn: „Im Traum vielleicht – da sah sich mancher schon im Bett der Mutter!“. Der immer noch herumstehende Bote mischt sich ein und fragt, vor welcher Frau sich Ödipus so fürchte. Ödipus erklärt, es sei seine Mutter, da das Orakel ihm angekündigt habe, er werde mit seiner Mutter schlafen, weshalb er auch aus Korinth weggezogen sei. Der Bote beruhigt ihn, denn Ödipus sei mit Polybos von Korinth gar nicht blutsverwandt, da Polybos ihn seinerzeit von ihm selbst, dem Boten, überbracht bekam. Er habe das Kind jedoch nicht selbst gefunden, sondern von einem Hirten des Königs Laios übernommen. Ödipus fragt die Umstehenden, ob jemand diesen Hirten kenne, und man meint, es könne nur jener sein, nach dem Ödipus vor kurzem gesandt habe. Ödipus fragt Iokaste, ob das wahr sein könnte, aber Iokaste, welche die Zusammenhänge sofort erkennt, antwortet ausweichend. Als Ödipus weiter auf Antwort drängt, bittet sie ihn, er möge doch mit dem Fragen sofort aufhören, was natürlich der sicherste Weg ist, die Neugier erst richtig anzustacheln. Schließlich stürzt Iokaste verzweifelt davon.
Ödipus denkt, Iokaste wolle aufgrund ihres adligen Standes nicht, dass man seine möglicherweise niedrige Herkunft als Findelkind aufdecke.

### Drittes Standlied des Chors
Der Chor stellt einige, auf nichts gegründete Spekulationen an über die vielleicht göttliche oder halbgöttliche Herkunft von Ödipus.

### Vierte Hauptszene
Der alte treue Hirte von König Laios tritt auf, er wird identifiziert, der Bote aus Korinth wird ihm vorgestellt. Der Bote fragt den Hirten, ob er sich noch an das Kind von damals erinnern könne, und der Hirte reagiert äußerst unwirsch, gebietet dem Boten Schweigen, will selbst nichts sagen. Ödipus droht dem Hirten die Folter an. Da gibt er zu, dass das Kind aus des Laios’ Hause stammte, schließlich auch, dass man gesagt habe, es sei des Königs eigenes Kind. Die Königin Iokaste habe dem Hirten das Kind selbst übergeben mit dem Auftrag, es zu töten. Sie wollte ihren damaligen Mann (Laios) schützen. Ödipus erkennt nun die ganze Wahrheit, er stürzt unter Selbstanklagen und heftigem Selbstmitleid in den Palast.

### Viertes Standlied des Chors
Der Chor räsoniert über die Unbeständigkeit des Glücks und dass man den Tag nicht vor dem Abend loben sollte. Er wendet sich voll Grausen innerlich von Ödipus ab.

### Schlussszene

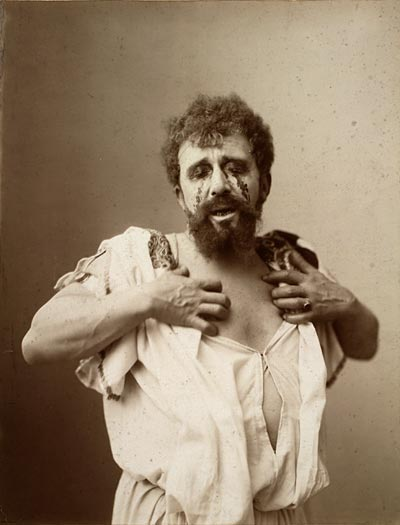
Der niederländische Schauspieler Louis Bouwmeester als geblendeter König Ödipus in Sophokles’ Drama (Aufnahme von Albert Greiner sr. & jr., ca. 1896)

Ein Diener tritt auf und erzählt dem Chorführer (und damit dem ganzen Chor, also dem Volk), dass sich Iokaste erhängt habe. Sie sei ins Haus gestürzt, ihr Schicksal bejammernd. Kurz darauf sei Ödipus erschienen, habe getobt wie ein Rasender, habe ein Schwert ergriffen und nach Iokaste gefragt. Er habe dann die Türe zu Iokastes Zimmer aufgedrückt und habe sie dort erhängt am Türpfosten gefunden. Er habe zwei Kleiderspangen aus ihrem Kleid genommen und sich damit die Augen ausgestochen. Er habe sich selbst verflucht und sich aus der Gemeinschaft von Theben ausgestoßen, so wie er es anfangs dem noch unbekannten Täter angedroht hatte.
Ödipus tritt auf, Ödipus und der Chorführer suchen sich gegenseitig mit Wehklagen zu übertreffen. Ödipus bittet, ihn schnellstmöglich aus Theben fortzuführen, ihn, den allerverfluchtesten Mann. Ödipus wünscht sich, er wäre bereits als Kind gestorben und verflucht auch den armen Hirten, der ihm seinerzeit das Leben gerettet hat. Der Chorführer mäkelt, Ödipus hätte sich besser umbringen sollen, statt sich zu blenden, während Ödipus meint, geblendet braucht er Vater und Mutter in der Unterwelt nicht mehr anzusehen. Gäbe es eine Möglichkeit, sich künstlich taub zu machen, er würde es ebenfalls tun, um seine Gedanken vollkommen von der schrecklichen Außenwelt abzukapseln. Kreon, den der Chorführer als Ödipus’ Nachfolger bezeichnet, tritt auf. Ödipus bittet ihn, ihn sofort wegzuschicken, ins Gebirge, in die Verbannung. Kreon sagt, das sei schon geschehen, man warte nur noch auf das Wort des Orakels. Ödipus bittet Kreon, sich um seine Kinder (vor allem um die Mädchen) zu kümmern, und verabschiedet sich von den Töchtern.

### Nachwort
Alle Prophezeiungen bewahrheiten sich am Schluss, die zu Laios, die zu Iokaste und die zu Ödipus. Obwohl sie sich über die Götter lustig gemacht haben, zeigt ihr Schicksal, dass eben nicht an den Sprüchen der Götter zu rütteln ist. Es ergibt sich alles so, wie es sein muss, wie es vorherbestimmt wurde. Ödipus kehrt zu seinem Glauben zurück. Man kann also sagen, dass die Handlung des König Ödipus den Weg vom unwissenden Schein zum verstehenden Sein repräsentiert und die Größe der Hauptperson im tragischen Scheitern zeigt. Angemerkt sei, dass die Griechen von damals diese Mythen bereits vor der Aufführung eines Stückes kannten, da sie einen Teil der damaligen Allgemeinbildung darstellten. Der Kunstgenuss wurde also nicht durch den Inhalt, sondern durch die sprachliche Umsetzung des Dichters, durch die teilweise neue Sicht auf den Mythos sowie durch die Leistung der Schauspieler und des Chors erreicht.

## Ausgaben
- Sophokles, König Ödipus. Übers. von Kurt Steinmann. Hrsg., komm. und mit einem Nachwort versehen von Horst-Dieter Blume. Reclam, Ditzingen 2019.
- Sophokles, König Ödipus. Hrsg., komm. und übers. von Bernd Manuwald. De Gruyter, Berlin, Boston 2012.
- Sophokles, König Ödipus. Übertragen und herausgegeben, mit Nachwort von Wolfgang Schadewaldt; und drei Aufsätzen: Der König Ödipus des Sophokles in neuerer Deutung mit Wirkungsgeschichte und Literaturhinweisen; Shakespeares König Lear und Sophokles König Ödipus; Der zerbrochne Krug von Heinrich von Kleist und Sophokles König Ödipus; Insel Taschenbuch 15, ISBN 3-458-31715-5.